# Жорж Мікаутадзе
Жорж Мікаутадзе (груз. ჟორჟ მიქაუტაძე; нар. 31 жовтня 2000, Ліон, Франція) — французько-грузинський футболіст, нападник клубу «Олімпік». Народився у Ліоні, з 2005 має подвійне французьке і грузинське громадянство. Грає у європейських клубах та за національну збірну Грузії.

## Клубна кар'єра
Вихованець академії «Ліона», куди перейшов із команди «Жерлан». Якийсь час також провів у молодіжній команді «Сен-Прі». У 2017 році приєднався до клубу «Мец», де провів кілька років, виступаючи за фарм-клуб у аматорській лізі. За основний склад «Меца» дебютував у Лізі 1 7 грудня 2019 року у матчі проти «Ніцци», в якому з'явився на заміну на 83-й хвилині. Перед початком сезону 2020/21 на правах оренди перейшов до клубу Першого дивізіону Б Бельгії «Серен». У першій же грі за новий клуб Мікаутадзе зробив покер, а надалі відзначився ще двома хет-триками і за підсумками сезону став найкращим бомбардиром другого дивізіону, забивши по 19 голів із Данте Ванзейром.
Влітку 2022 року повернувся до «Меца». У сезоні 2022/2023, який клуб розпочав у Лізі 2, Жорж став основним гравцем команди. У підсумку його команда посіла друге місце і вийшла до елітного футбольного дивізіону Франції. Сам нападник при цьому став кращим снайпером Ліги 2, забивши у турнірі 23 м'ячі.
30 серпня 2023 року перейшов до лав нідерландського «Аякса», підписавши п'ятирічний контракт. Сума трансферу становила 16 млн євро. У сезоні 2023/24 зіграв за «Аякс» 9 матчів (у тому числі 6 у чемпіонаті Нідерландів), м'ячів не забивав.
4 січня 2024 року на правах оренди до кінця сезону 2023/24 повернувся до «Меца», за який провів 20 ігор в Лізі 1 і відзначився 13 влучними ударами. 
18 липня 2024 року стало відомо, що Мікаутадзе підписав контракт із командою «Олімпік» з Ліона. Сторони підписали угоду на чотири роки. Ліонцям покупка нападника обійшлася в 18,5 млн євро плюс 4,5 млн можливих бонусів. 

## Кар'єра в збірній
Вперше був викликаний до збірної Грузії у березні 2021 року на матчі відбірного турніру чемпіонату світу 2022 року. Дебютував 25 березня у грі проти збірної Швеції, в якій вийшов на заміну на 84-й хвилині замість Георгія Квілітая. 2 червня 2021 року забив свій перший гол за збірну у товариському матчі проти збірної Румунії. 12 жовтня 2023 року у Тбілісі зробив покер у товариському матчі зі збірною Таїланду (8:0). На ЧЄ-2024 разом із збірною Грузії вийшов до 1/8 фіналу та разом із ще п'ятьма гравцями розділив лаври кращого бомбардира турніру, які забили по 3 м'ячі.

## Досягнення

### Індивідуальні
- Найкращий бомбардир другого дивізіону Франції з футболу (1):

«Мец»: 2022-23